# Тополо (Удине)
Тополо је насеље у Италији у округу Удине, региону Фурланија-Јулијска крајина.
Према процени из 2011. у насељу је живело 49 становника. Насеље се налази на надморској висини од 552 м.